# Bridge licytowany. Auction-bridge
Bridge licytowany. Auction-bridge – pierwsza wydana w Polsce książka o tematyce brydżowej. Książkę wydała w roku 1912 Drukarnia Literacka L. K. Górskiego, jako miejsce jej wydania podano Kraków i Warszawę. Autor książki jest nieznany.
Opisuje ona ówczesną wersję brydża, znaną obecnie jako „brydż licytowany” lub „okszen”.